# 48ª Settimana sociale

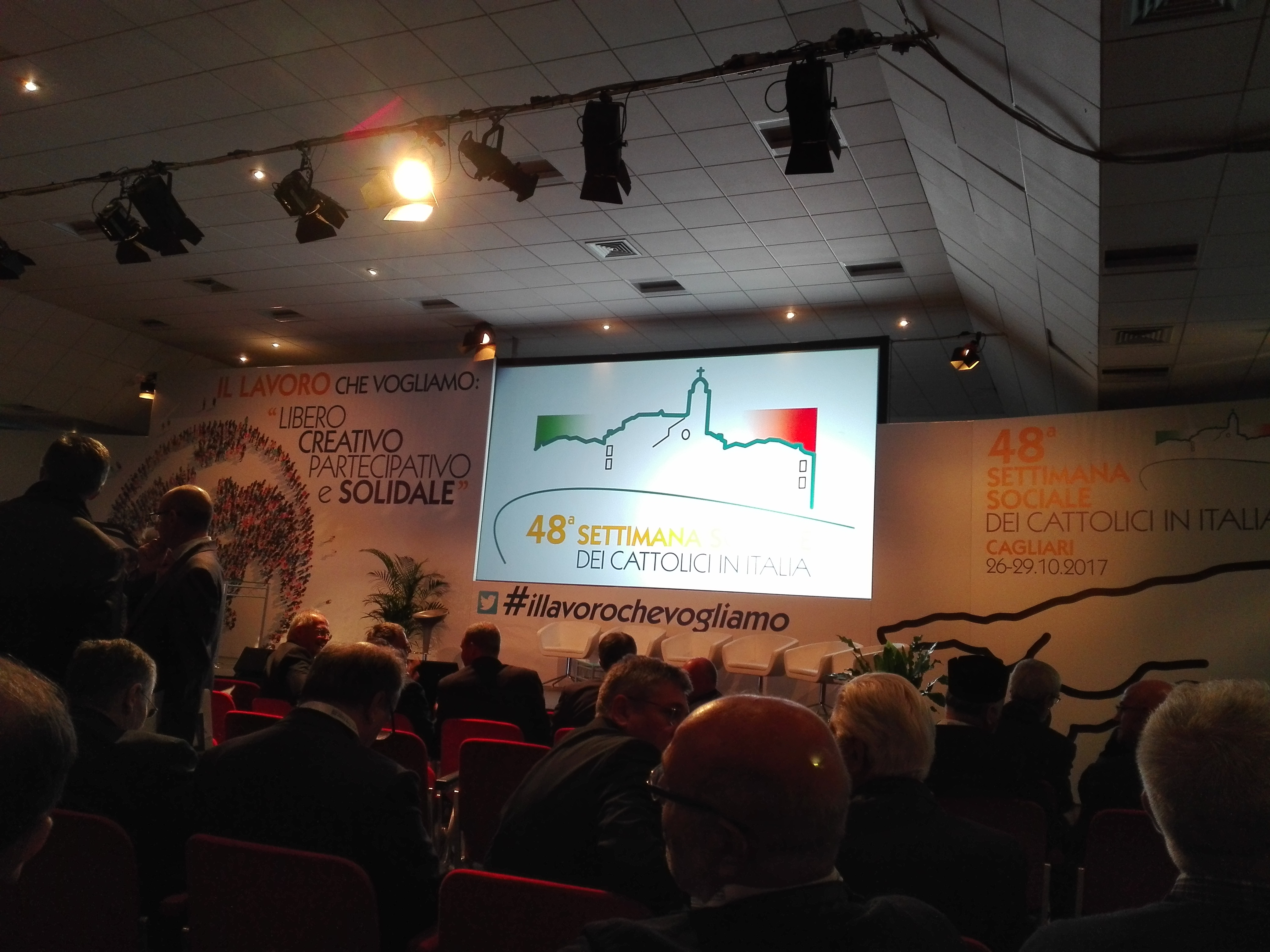
Il salone del convegno alla Fiera di Cagliari.

La 48ª Settimana sociale dei cattolici italiani si è svolta a Cagliari dal 26 al 29 ottobre 2017 presso la Fiera. Questo evento di riflessione sociale e denominato Settimana sociale dei cattolici italiani ha avuto come tema: "Il lavoro che vogliamo: libero, creativo, partecipativo e solidale".

## Partecipanti
L'evento ha visto la partecipazione di circa 1000 persone tra vescovi, delegati delle diocesi italiane e rappresentanti delle varie associazioni cattoliche.
Ospiti di particolare rilievo sono stati Paolo Gentiloni, presidente del Consiglio dei ministri della Repubblica Italiana e Antonio Tajani, presidente del Parlamento europeo.

## Tema
Durante la settimana si è affrontata la tematica del lavoro dai vari punti di vista: biblico, etico e sociale.
Si è lavorato su cinque prospettive: il lavoro come vocazione, il lavoro come opportunità, il lavoro come valore, il lavoro come fondamento di comunità ed il lavoro come promozione di legalità.

## Registri comunicativi
Si sono usati quattro registri comunicativi: la denuncia, il racconto, le buone pratiche e le proposte.
In particolare in vista della settimana sono state individuate 542 buone pratiche aziendali, amministrative e formative.
Inoltre sono state formulate quattro proposte per il governo italiano e consegnate a Paolo Gentiloni:
- Rimettere il lavoro al centro dei processi formativi
- Canalizzare i risparmi in piani individuali di risparmio
- Accentuare il cambio di paradigma del Codice dei contratti pubblici
- Tenendo conto delle scadenze e dei vincoli europei, rimodulare le aliquote iva per le imprese

Altre proposte sono state formulate per l'Europa e consegnate ad Antonio Tajani.

## Comitato scientifico
La settimana sociale è stata preparata e diretta da un comitato scientifico composto da:
- Filippo Santoro, arcivescovo di Taranto
- Sergio Gatti, direttore generale Federcasse
- Mauro Magatti, docente all'Università Cattolica del Sacro Cuore
- Marco Arnolfo, arcivescovo di Vercelli
- Angelo Spinillo, vescovo di Aversa
- Francesco Occhetta, scrittore su La Civiltà Cattolica
- Alessandra Smerilli, docente alla Pontificia facoltà di scienze dell'educazione Auxilium
- Leonardo Becchetti, docente alla Università degli Studi di Roma Tor Vergata
- Flavio Felice, docente alla Pontificia Università Lateranense
- Claudio Gentili, direttore della rivista La Società
- Franco Miano, docente alla Università degli Studi di Roma Tor Vergata
- Giuseppe Notarstefano, docente all'Università degli Studi di Palermo e vicepresidente di Azione Cattolica